# Кульдур (посёлок городского типа)
Кульдур — посёлок городского типа в Облученском районе Еврейской автономной области России.
Название происходит от «Чуль-Джи-Ури», что на языке аборигенов означает «горячий, гретый».

## Географическое положение
Посёлок расположен в долине реки Кульдур (бассейн Биры), в отрогах Буреинского хребта.
Железнодорожная станция расположена на линии Известковая — Новый Ургал. Расстояние до пос. Известковый составляет 30 км.
Автомобильная дорога к пос. Кульдур идёт на север от пос.Биракан (стоит на автотрассе Чита — Хабаровск), расстояние до пос. Биракан составляет 25 км.
Расстояние до г.Биробиджан — 135 км, расстояние до г.Облучье — 77 км.

## История
Основан в 1897 году. С 1938 года — дачный посёлок, с 1958 года — курортный посёлок городского типа, с 2001 года — посёлок Облученского района Еврейской автономной области.
Систематическое исследование источников началось с 1910 года. В 1912 году открылась примитивная водолечебница. С 1923 года больные стали получать квалифицированную медицинскую помощь, а в 1925 году организован первый пансионат. Сейчас кульдурский санаторный комплекс является градообразующим.

## Население
| 1924  | 1939  | 1959  | 1970  | 1979  | 1989  | 1992  |
| ----- | ----- | ----- | ----- | ----- | ----- | ----- |
| 68    | ↗2319 | ↗2367 | ↗3173 | ↘3127 | ↗4132 | ↘4100 |
| 2002  | 2009  | 2010  | 2011  | 2012  | 2013  | 2014  |
| ↘1957 | ↘1862 | ↘1609 | ↘1603 | ↘1579 | ↘1551 | ↘1519 |
| 2015  | 2016  | 2017  | 2018  | 2019  | 2020  | 2021  |
| ↘1465 | ↘1457 | ↘1429 | ↘1392 | ↘1335 | ↘1318 | ↗1355 |
| 2023  |       |       |       |       |       |       |
| ↗1358 |       |       |       |       |       |       |

## Религия
Приход Русской Православной церкви принадлежит Биробиджанской и Кульдурской епархии.

## Курорт
Здравница федерального значения. В курортной зоне действуют четыре санатория: АО «Санаторий „Кульдур“», «Горняк», военный пансионат, а также первый на Дальнем Востоке частный санаторий «Санус».
Воды Кульдура по химическому составу азотные кремнистые слабоминерализованным гидрокарбонатно-хлоридные натриевые щелочные с высоким содержанием фтора. Одна скважина испускает радоновые воды. Характеризуются повышенным содержанием кремниевой кислоты (112 миллиграммов на литр) по сравнению со средними стандартами российских курортов (50 миллиграммов на литр). Благоприятное воздействие оказывают бальнеологические факторы. Направления лечения: артрит, остеохондроз и особенно болезни кожи, такие как экзема и псориаз.